# Amynodes
Amynodes là một chi bướm đêm thuộc họ Noctuidae.